# Bradley State Scenic Viewpoint
Der Bradley State Scenic Viewpoint ist ein 7 ha großer State Park im US-Bundesstaat Oregon. Der Park liegt 35 km östlich von Astoria im Clatsop County.

## Anlage
Der Park ist ein Rastplatz entlang des Highway 30. Er enthält Picknickbänke und Sanitäranlagen. Das Parkgelände ist mit einem Douglasienwald bewachsen und bietet einen Panoramablick über den Columbia River und das Lewis and Clark National Wildlife Refuge.

## Geschichte
Ursprünglich wurde das Gelände 1921 von Frank Bradley und den Erben von Elemar Bradley dem Clatsop County geschenkt. Der Park wurde dann 1922 der Oregon Highway Commission übergeben und wurde so zu einem der ersten State Parks, die als Campingplätze entlang der Highways dienten. Ein Gedenkstein im Park erinnert an die Schenkung.

Panorama vom Bradley State Scenic Viewpoint